# Skjegget Peak
Skjegget Peak är en bergstopp i Antarktis. Den ligger i Östantarktis. Norge gör anspråk på området. Toppen på Skjegget Peak är 360 meter över havet.
Terrängen runt Skjegget Peak är platt åt nordväst, men åt sydost är den kuperad. Havet är nära Skjegget Peak åt nordväst. Trakten är obefolkad. Det finns inga samhällen i närheten. 